# Província de Chota
La província de Chota és una de les tretze províncies que conformen el departament de Cajamarca al Nord del Perú, la seva capital és la mateixa ciutat de Chota. Limita pel Nord amb la província de Cutervo; per l'Est amb les províncies d'Utcubamba i de Luya (Amazones); pel Sud amb les províncies de Hualgáyoc i Santa Cruz; i per l'Oest amb les províncies de Chiclayo i Ferreñafe (Lambayeque).
Des del punt de vista jeràrquic de l'Església catòlica forma part de la Prelatura de Chota, sufragània de l'Arquidiòcesi de Piura.

## Història
El 6 de freber de l'any 1821, va rebre la categoria de provincia segons el Senyor Horacio Villanueva, mitjançant l'Estatut Provisional durant el Protectador del Libertador José de Martín.

## Geografia
Té una extansió, la provincia, d'uns 3.795.10 km² .

## Turisme
La provincia de Chota, té molts lloc d'interés turístic per poder visitar, amb els quals es pot gaudir plàcidament, tan d'esports com d'aventura.

## Població
La província té una població apróximada de 165.000 habitants, ocupant així el tercer lloc en població del departament de Cajamarca.
Els problemes de salut més àlgids són: la mortalitat materna i la desnutrició crònica.

## Divisió territorial
La provincia chotana està dividida en dinou districtes, que són els següents:
1. Chota
2. Anguía
3. Chadín
4. Chalamarca
5. Chiguirip
6. Chimbán
7. Choropampa
8. Cochabamba
9. Conchán
10. Huambos
11. Lajas
12. Llama
13. Miracosta
14. Paccha
15. Pión
16. Querocoto
17. San Juan de Licupis
18. Tacabamba
19. Tocmoche

## Capital de la província
La capital de la província és la ciutat de Chota té una població de 45 000 habitants, situada a 2.394 m.s.n.m. (Plaça d'Armes).